# Polla de Potrillos
La Polla de Potrillos es una competición de Turf que se lleva a cabo en varios países de América Latina, y a menudo es el primero eslabón de la Triple Corona o Cuádruple Corona para caballos purasangre de cada País.
Algunas de ellas son la Polla de Potrillos de Perú, la Polla de Potrillos de Argentina, la Polla de Potrillos de Chile, la Polla de Potrillos de Uruguay, la Polla de Potrillos de Colombia.
Pueden competir solamente potrillos de tres años de edad.

## Polla de Potrillos de Argentina

### Polla de Potrillos de Palermo
El Gran Premio Polla de Potrillos es el primer eslabón de la Triple Corona argentina.

### Polla de Potrillos de La Plata
Premio Clásico Polla de Potrillos disputado en 1600 metros, en pista de arena de Hipódromo de La Plata. Importancia: Grupo II.

#### Últimos ganadores del Clásico Polla de Potrillos, en La Plata
| Año  | Ganador         | País | Jockey               | País | Padrillo           | País | Yegua Madre      | País | Criador                    | Caballeriza      | Colores            |
| ---- | --------------- | ---- | -------------------- | ---- | ------------------ | ---- | ---------------- | ---- | -------------------------- | ---------------- | ------------------ |
| 2017 | Transónico      |      | Wilson Moreyra       |      | E Dubai            |      | Tunelera         |      | Carola Pasarotti           | Juan Antonio     | Horse racing silks |
| 2016 | Perfecto Juez   |      | Jorge Ricardo        |      | Perfectperformance |      | Miss Ventura     |      | Haras San Lorenzo de Areco | Monte Suali      | Horse racing silks |
| 2015 | Sarónico Island |      | Eduardo Ortega Pavón |      | Lizard Island      |      | Miss Pe          |      | Haras Esece                | Esece            | Horse racing silks |
| 2014 | Hortensius      |      | Francisco Gonçalves  |      | Offlee Wild        |      | Hondartza        |      | Haras Tiverés              | Castel Gandolfo  | Horse racing silks |
| 2013 | Mystery Train   |      | Fabián Rivero        |      | Not For Sale       |      | American Whisper |      | Haras Arroyo de Luna       | Mate y Venga     | Horse racing silks |
| 2012 | Rival Dan       |      | Ramiro Barrueco      |      | Hidden Truth       |      | Down The River   |      | Haras Caryjuan             | Nueva Imagen     | Horse racing silks |
| 2011 | Empire Aztec    |      | Mario Fernández      |      | Editor's Note      |      | Empire Lady      |      | Haras Abolengo             | Chacabuco        | Horse racing silks |
| 2010 | Star Runner     |      | Mario Leyes          |      | Southern Halo      |      | Star Brown       |      | Haras La Quebrada          | El Zonda         | Horse racing silks |
| 2009 | Stripes Song    |      | Gonzalo Hahn         |      | Sultry Song        |      | Candy Beauty     |      | Haras Arroyo de Luna       | Arroyo de Luna   | Horse racing silks |
| 2008 | Rossel          |      | Pablo Falero         |      | Vision and Verse   |      | Ráfaga           |      | Haras Vacación             | Vacación         | Horse racing silks |
| 2007 | Macho Posmo     |      | Gonzalo Hahn         |      | Dagar              |      | Fat Estoca       |      | Haras L'Argent             | Ignacio Federico | Horse racing silks |
| 2006 | Bonete Bay      |      | Jorge Ricardo        |      | Corwyn Bay         |      | Evelyng          |      | Haras El Alfalfar          | Francette        | Horse racing silks |

## Polla de Potrillos de Colombia
Disputado en 1609 metros, en pista de césped, es parte de la Triple Corona colombiana. Importáncia: Grupo I.

## Polla de Potrillos de Chile
Es una etapa de la Cuádruple Corona del Club Hípico de Santiago. Disputado en 1700 metros, en pista de césped, en el Club Hípico de Santiago. Importancia: Grupo I.

## Polla de Potrillos de Perú
La Polla de Potrillos (2000 Guineas Peruano) se corrió por primera vez en el año 1910 en el entonces Hipódromo de Santa Beatriz; hoy en día, la carrera se realiza en el Hipódromo de Monterrico en el año 1960. La primera carrera la ganó el potrillo Pisco. A pesar de haber tenido mucha acogida en sus inicios, la carrera no se volvió a disputar hasta (5) cinco años después en 1915. Desde sus comienzos, la carrera ha sido disputada sobre la pista arena y tuvo una distancia de 1,600 metros. Importancia: Grupo I.

## Polla de Potrillos de Uruguay
Gran Premio Polla de Potrillos (2000 Guineas Uruguayo) es el primer eslabón de la Triple Corona uruguaya. Disputada en 1609 metros, pista de arena de Hipódromo de Maroñas. Importancia: Grupo I.